# Traversia baccharoides
Genre
Espèce
Traversia baccharoides est une espèce de plantes à fleurs dicotylédones de la famille des Asteraceae, sous-famille des Asteroideae, endémique de Nouvelle-Zélande. C'est l'unique espèce du genre Traversia (genre monotypique). Ce sont des arbustes d'environ un mètre de haut qui se rencontrent dans le nord de l'île du Sud.

## Description
Traversia baccharoides est un arbuste buissonnant et étalé, atteignant environ 1 mètre de haut, aux tiges sillonnées, à l'écorce squameuse. Les feuilles dentées, épaisses, coriaces et collantes ; longues de 50 à 80 mm, elles présentent un réseau de nervures enfoncées dans leur face supérieure. Les fleurs sont blanches, petites, avec quelques filaments saillants. Les graines, petites, sont duveteuses.

## Distribution et habitat
L'aire de répartition de Traversia baccharoides se situe dans le nord de l'île du Sud, des régions de  Nelson et Marlborough jusqu'au nord de la région de Canterbury.
Cette espèce croît dans les forêts montagnardes jusqu'aux fourrés subalpins, de 700 à  1400 mètres d'altitude. Elle se rencontre souvent à la lisière des forêts sur les parois des falaises, sur les pentes abruptes parsemées de rocailles, parmi les rochers ou au bas des talus d'éboulis, parmi d'autres arbustes bas.

## Étymologie
- Le nom générique, Traversia, est un hommage à William Thomas Locke Travers (en) (1819-1903), avocat, explorateur et  naturaliste irlandais qui vécut en Nouvelle-Zélande à partir de 1849.
- L'épithète spécifique, baccharoides, signifie « pseudo-Baccharis » (Baccharis est un genre de plante de la famille des Asteraceae).

## Synonymes
Selon The Plant List (25 octobre 2020) :
- Senecio geminatus Kirk[5]
- Senecio germinatus Kirk